# Hyposcada attilodes
Hyposcada attilodes is een vlinder uit de familie Nymphalidae. De wetenschappelijke naam van de soort is voor het eerst geldig gepubliceerd in 1918 door William James Kaye.